# 小和滝橋
小和滝橋（こわだきばし）は、福島県郡山市にある阿武隈川に架かる福島県道115号三春日和田線の橋長191.800 m（メートル）の橋である。

## 概要
郡山市北東部で阿武隈川を渡り、磐越自動車道郡山東インターチェンジへのアクセス道路として機能している。
- 形式 - 鋼4径間連続鈑桁橋
- 活荷重 - B活荷重
- 橋長 - 191.800 m
  - 支間割 - (4×47.700 m)
- 幅員
  - 総幅員 - 14.800 m
  - 有効幅員 - 14.000 m
  - 車道 - 7.000 m
  - 歩道 - 両側3.500 m
- 床版 - 鉄筋コンクリート
- 橋台 - 逆T式橋台（直接基礎）
- 橋脚 - 張出式橋脚（直接基礎）
- 総鋼重 - 666 t
- 設計 - 長大
- 施工 - サクラダ・日本橋梁
- 工法 - トラッククレーン・ベント工法

## 歴史
当地は小和滝と呼ばれる瀬によって阿武隈川の流れ狭く急になることから渡船での往来が不可能だった。また日和田町側にあたる左岸が険しい崖となっていることから架橋の難しい地点でもあった。1876年（明治9年）に近隣の有志が私財を投じ県へ認可の申請をするも工事の困難さから許可が下りなかったが、1884年（明治17年）に当時の県令であった三島通庸によって認可され、初代小和滝橋が石橋として架けられた。しかし1889年（明治22年）に洪水により流出、その後1899年（明治32年）に吊橋として2代目小和滝橋が竣工したが、1902年（明治35年）に流出した。1935年（昭和10年）3月、県道橋として3代目の橋梁が完成。全長118.6 m、幅員4.0 mで、西側が単径間下路式トラス橋、東側が桁橋で構成されていた。
老朽化が著しく、幅員も狭小で片側交互通行を余儀なくされたことから1997年（平成9年）に福島県により現在の橋への架替えが行われ、橋梁の総工費8億220万円を費やして1998年（平成10年）9月16日に橋梁を含む840 mの区間が小和滝橋工区として新たに付け替えられ開通した。

## 近隣
- 小和滝の桜
- みちのく自転車道
- 熊野神社
- 西田保育所

## 隣の橋
- 阿武隈川

（上流） - 富久山大橋 - 磐越自動車道新阿武隈川橋 - 小和滝橋 - 鬼生田橋 - 東北新幹線第4阿武隈川橋梁 - （下流）